# FK Mladost Velika Obarska
FK Mladost je bosanskohercegovački nogometni klub iz Velike Obarske kod Bijeljine.

## Povijest
Klub je osnovan 1948. godine i uglavnom se natjecao u niželigaškim natjecanjima SFRJ. Nakon raspada Jugoslavije igrali su u ligaškim natjecanjima Republike Srpske. U sezoni 2012./13. ostvarili su povijesni uspjeh osvajanjem Prve lige RS i plasmanom u Premijer ligu BiH. U prvoj sezoni u Premijer ligi završavaju 11. mjestu, a u drugoj osvajaju posljednje 16. mjesto i ispadaju u Prvu ligu RS. Svoje domaće utakmice u Premijer ligi igrali su na Gradskom stadionu u Bijeljini jer njihov stadion u Velikoj Obarskoj ne zadovoljava kriterije za premjerligaško natjecanje.
Nakon ispadanja iz Premijer lige, u sezoni 2015./16. igrali su u Prvoj ligi RS i osvojili drugo mjesto. Ipak, zbog financijske situacije istupili su iz Prve lige. Trenutačno se natječu u Regionalnoj ligi RS Istok.

## Poznati bivši igrači
- Branimir Bajić, bivši bosanskohercegovački reprezentativac